# Acallam na Senórach
Az Acallam na Senórach vagy modern címváltozata: Agallamh na Seanórach (óír nyelven: Az öregemberek beszélgetése, A vének eszmecseréje), a 12. század vége felé keletkezett óír keretes elbeszélés, a Fionn-mondakör egyik legszebb és leghosszabb darabja.
A történet a 19. századig módosításokkal, hozzátoldásokkal maradt meg kéziratos formában. Ezek a kéziratok: az úgynevezett Lismore-i Könyv, a Loud 610 és a Rawlinson B487 jelzetű iratok, továbbá a killney-i irat másolata. Előbbi három a 15. századból származik, a killney-i pedig a 16. századból. A mű szerkesztési módja tudatos írói tevékenységre vall, szemben a kor többi, jobbára szóbeli előadás után lejegyzett művével. Ismeretlen szerzője a Fionn mac Cumhaillra és csapatára vonatkozó hagyományok, történetek mellett sok más, a Fiannára vonatkozó mitológiai, helytörténeti, lírai stb. elemet is feldolgozott művében.
A mű története: a Fianna maradványa Oisín és Caílte mac Rónáin vezetésével öregen bolyong kb. az 5. század közepén, Írországban. A mondabeli időszámítás szerint tehát a Fianna megmaradt emberei egykori vezérüket, Finnt mintegy 150-200 évvel élték túl. A csapat három napra és három éjszakára megszáll Cáma (Finn egykori nevelője) lakhelyén. Később innen felkerekedve bejárják egész Írországot. Útjuk közben találkoznak az épp térítőútján lévő (szintén igen idős) Szent Patrikkal és papjaival. Patrik meghallgatja Caílte történetét Finnről és Fiannáról, majd együtt folytatják tovább útjukat. Oisín azonban nem tart velük, ő külön utakon járva édesanyja keresésére indul. Caílte majd' minden nevezetes helyről, dombról, tóról stb. egy történetet mesél el, a mű így kapcsolódik a kedvelt ír helytörténeti műfajjal, a dinshenehasszal. Útjuk végén Tarában (Teamhair) Patrik megkereszteli Caíltét, az időközben ismét hozzájuk csatlakozó Oisínt és társaikat. Ez a szimbolikus gesztus a pogány előidőknek a keresztény világba való befogadását jelképezheti.
A mű közel 200 anekdotát tartalmaz a letűnt korokból, mintegy 8000 sorban. Érdekes megfigyelni, hogy a mű gyakran tartalmaz anakronisztikus utalásokat Caílte részéről. A későbbi hagyományok ismeretében meglepő továbbá, hogy a mű főszereplője tulajdonképpen Caílte, hiszen az utókor Oisínt, Finn fiát (később Ossziánt) kedveli legjobban a Fianna életben maradt tagjai közül.